# Friedrichfranz Stampe
Friedrichfranz Stampe, auch Friedrich Franz Stampe (* 10. April 1897 in Magdeburg; † 22. April 1959 in Köln), war ein deutscher Schauspieler, Theaterregisseur, Dramaturg und von 1939 bis 1944 Intendant des Staatstheaters des Generalgouvernements in Krakau.

## Leben und Wirken
Stampe spielte in den 1930er-Jahren in Filmen wie Tannenberg (1932), Der Schuß im Tonfilmatelier (1930, Regie Alfred Zeisler), Ferien vom Ich (1934, Regie Hans Deppe), im NS-Propagandafilm Der höhere Befehl (1935, Regie Gerhard Lamprecht) und Zu neuen Ufern (1937, Regie Detlef Sierck). Als Theaterschauspieler war er am Reußischen Theater Gera, als Spielleiter im Stadttheater Halberstadt und als Oberspielleiter am Theater Hagen, bevor er 1939 auf Betreiben Hans Franks im Generalgouvernement zum Intendanten des Deutschen Theaters Krakau (seit August 1940 in Staatstheater des Generalgouvernements umbenannt) berufen wurde und dieses bis 1944 führte.
Stampes Berufung zum Intendanten sorgte in der deutschen Theaterszene für Überraschung, da dieser zuvor keine leitende geschäftsführende Position innehatte. Sitz des Theaters war Krakau. Dessen Ensemble gastierte auch in anderen größeren Städten des deutsch besetzten Gebiets Polens, wie in Warschau, Lublin, Radom, Kielce, Tschenstochau und Przemyśl. „Um dieser Aufgabe gewachsen zu sein, lag es an […] Stampe, aus dem Städtischen Theater [Krakau] ein Staatstheater mit einer größeren Bandbreite zu machen.“
Hans Frank erreichte bei Adolf Hitler dessen Entscheidung, Martin Bormann die weitere Bearbeitung der gewünschten – von ihm nicht beanstandeten – Ernennung des Intendanten des Krakauer Staatstheaters, Friedrichfranz Stampe, zum Generalintendanten zu übertragen. Nach der durch Frank vorgenommenen Ernennung Stampes soll angeblich Joseph Goebbels versucht haben, die aus seiner Sicht ungültige Titelverleihung durch eine nachträgliche Titelverleihung Stampes zu ersetzen, da das Vorschlagsrecht beim Reichspropagandaminister lag.
Zu den Produktionen des Theaters im Generalgouvernement unter Friedrichfranz Stampe gehörte das Das Christ-Elflein in Zusammenarbeit mit dem Komponisten Hans Pfitzner (1943); der Generalgouverneur Hans Frank war persönlicher Freund und Bewunderer Pfitzners. Eine weitere Produktion Stampes war die Inszenierung von Hebbels Agnes Bernauer. Die zeitgenössische Kritik in der NS-Presse konstatierte die angeblich begeisterte Aufnahme eines Stücks, in dem der „packend geformte Sieg der Staatsnotwendigkeit über das menschliche Einzelschicksal“ programmatisch für die Bemühungen der Nationalsozialisten um die Vereinnahmung der Menschen stand.
Stampe agierte in Krakau künstlerisch eher glücklos; er wurde bei einer von ihm verantworteten Neujahrsproduktion 1943 vom Publikum ausgebuht. Anfang 1944 stellte man im Propagandaministerium fest, dass Stampes Arbeit der Unterstützung durch eine künstlerische Leitung des Theaters bedürfe; Stampe blieb aber auf seinem Posten, da er als langjähriges NSDAP-Mitglied Gönner im Partei- und Staatsapparat hatte. Er war seit Mai 1933 Parteimitglied.
In der Nachkriegszeit war Stampe mit Wiederaufnahme des Spielbetriebes Leiter des Westfälischen Landestheaters in Paderborn mit Sitz in Castrop-Rauxel, schließlich als Dramaturg an Provinztheatern tätig, so um 1950 am Theater Flensburg, wo er mit einer Rolf-Bongs-Inszenierung für Aufsehen sorgte. Auch betätigte er sich wieder als Filmschauspieler und außerdem als Hörspielsprecher.

## Filmografie
- 1930: Der Schuß im Tonfilmatelier
- 1932: Tannenberg
- 1934: Ferien vom Ich
- 1935: Der höhere Befehl
- 1937: Zu neuen Ufern

## Publikationen (Auswahl)
- So sieht ein Intendant seine Welt. Die Bühne. Zeitschrift für die Gestaltung des deutschen Theaters. 6. Heft (27. März 1942)

## Hörspiele
- 1951: Alfred Neumann: Der Teufel (3. Teil). Hörspielfassung in drei Teilen – Bearbeitung und Regie: Heinrich Koch
- 1951: Herbert Reinecker: Abteilung für Notwohnungen – Regie: Gustav Burmester
- 1952: Franz Joseph Pootmann: Pfandschein 1313 – Regie: Hans Rosenhauer